# Abdel Aziz Doweik
Abdel Aziz Doweik (عبد العزيز دويك), né le 12 janvier 1947 ou 1948 au Caire, est un dirigeant politique palestinien, membre et député du Hamas et président du Conseil législatif palestinien (parlement) depuis 2006.

## Biographie
Abdel Aziz Doweik est titulaire d'un doctorat en aménagement régional et urbain de l'université de Pennsylvanie et est professeur de géographie à l'université nationale An-Najah de Naplouse. Il est expulsé en 1992 avec 400 membres du Hamas vers le sud du Liban par le gouvernement d'Itzhak Rabin.
le 25 janvier 2006, il est élu député au Conseil législatif dont il devient président lors de la session inaugurale de celui-ci en obtenant 70 voix, succédant ainsi à Ahmed Qorei.
Le 29 juin 2006, il est arrêté par l'armée israélienne lors de l'opération Pluie d'été, déclenchée le 28 juin en représailles au raid de la branche armée du Hamas et à l'enlèvement du soldat Gilad Shalit, trois jours plus tôt à son domicile à Ramallah. Selon le directeur du bureau du président du Parlement et des responsables de la sécurité, une vingtaine de véhicules de l’armée israélienne ont encerclé la maison du président du Parlement Abdel Aziz Duaik et ce dernier a été arrêté. L’armée israélienne confirme l’arrestation de M. Doweik. « Nous l’avons arrêté, car il s’agit d’un dirigeant du Hamas, qui est une organisation terroriste » annonce un porte-parole de l’armée. Son arrestation est condamnée par le Parlement européen. Abdel Aziz Doweik a déjà été arrêté cinq fois auparavant par les autorités israéliennes.
Le 12 septembre 2006, le tribunal militaire d'Ofer, en Cisjordanie, ordonne sa libération provisoire. Cependant, le 25 septembre, une cour d'appel militaire israélienne, également en Cisjordanie, annule la décision et statue qu'il restera en prison jusqu'au procès. Son état de santé serait précaire ; il souffrirait de douleurs thoraciques et de dyspnée.
En 2009, deux mois avant la fin de sa peine de trois ans, il est relâché, notamment à cause de ses problèmes de santé.
Pendant un voyage pour Hébron en 2012, il est de nouveau arrêté par les autorités israéliennes le 19 janvier, entre Ramallah et Jérusalem. On lui reproche notamment d'être « impliqué dans des attentats terroristes ». Il est placé en détention administrative, sans inculpation ni jugement, jusqu'au 20 juillet et se dira « honoré » d'avoir reçu le lendemain par téléphone les félicitations du président égyptien récemment élu Mohamed Morsi.
Doweik est de nouveau arrêté par les Israéliens le 16 juin 2014, à la suite de l'enlèvement et du meurtre de trois adolescents israéliens. Il est libéré le 9 juin 2015.
Le Hamas a reconnu Doweik comme président intérimaire de l'Autorité palestinienne et de l'État de Palestine du 15 janvier 2009, date à laquelle le mandat de Mahmoud Abbas a officiellement expiré, au 2 juin 2014, date à laquelle le Hamas et le Fatah se sont mis d'accord sur l'établissement d'un gouvernement d'unité nationale sous la présidence d'Abbas,.
En octobre 2023, au cours de la guerre israélo-palestinienne, Aziz Doweik, qui vivait alors en Cisjordanie, a été arrêté par les forces de défense israéliennes.